# Nguyễn Thanh Nhân
Nguyễn Thanh Nhân (Long Xuyên, 25 de octubre de 2000) es un futbolista vietnamita que juega en la demarcación de defensa para el Hoang Anh Gia Lai FC de la V.League 1.

## Selección nacional
Tras jugar en varias categorías inferiores de la selección, finalmente hizo su debut con la selección absoluta de Vietnam el 21 de septiembre de 2022 en un encuentro amistoso contra Singapur que finalizó con un resultado de 4-0 a favor del combinado vietnamita tras los goles de Nguyễn Văn Quyết, Hồ Tấn Tài, Khuất Văn Khang y del propio Nguyễn Thanh Nhân.

## Clubes
| Club                 | País    | Año   | Partidos | Goles |
| -------------------- | ------- | ----- | -------- | ----- |
| Hoang Anh Gia Lai FC | Vietnam | 2022- | 64       | 1     |